# Саритал
Саритал (тадж. Саритал, до марта 2022 г. — Сартало) — село в сельском джамоате Саритал (его административный центр) Лахшского района. Расстояние от села до центра района (пгт Вахдат) — 35 км. Население — 358 человек (2017 г.), таджики. Население в основном занято сельским хозяйством.

## Этимология
Нынешнее название сари тал с таджикского означает начало холма. Старое название сартало было искаженной формой слова сари тал на киргизском.